# Ap bank fes '10
『ap bank fes '10』（エーピー・バンク・フェス いちぜろ）は、Bank Band with Great Artistsの映像作品である。2011年7月6日にトイズファクトリーよりDVDで発売された。

## 概要
2010年7月17 - 19日に静岡県つま恋にて開催されたap bank主催の野外音楽フェスティバル『ap bank fes '10』のライブ映像やドキュメンタリー映像を収録している。なお、この収益はap bankの活動費に充てられる。なお、このDVD作品の収益金は東日本大震災の復興支援に充てられる。なお、17日に出演した阿部真央、18日に出演した真心ブラザーズ、19日に出演したPUFFYとDragon Ashの映像は収録されていない。

## 収録曲

### Disc 1
1. よく来たね / Bank Band
2. OPENING
3. カルアミルク / Bank Band
4. Documentary 1
5. ちっぽけな勇気 / FUNKY MONKEY BABYS
6. Raining / Cocco
7. タイガー&ドラゴン / 横山剣
8. 生きる。 / 横山剣
9. Documentary 2
10. PADDLE / Mr.Children
11. 僕が僕であるために / Mr.Children
12. I’ll be / Mr.Children
13. しるし / Mr.Children
14. 声 / Mr.Children
15. Worlds end / Mr.Children
16. Documentary 3

### Disc 2
1. Documentary 4
2. IT'S TOO LATE / THE BAWDIES
3. Documentary 5
4. 青い太陽 - 虹色の戦争 - 天使と悪魔 - 死の魔法 - 幻の命 / 世界の終わり ＜ダイジェスト＞
5. nice to - 溢れる - Ray - バランス - space dive / lego big morl ＜ダイジェスト＞
6. Documentary 6
7. 新しいYES / Salyu
8. よければ一緒に / KAN
9. ゴロワーズを吸ったことがあるかい / ムッシュかまやつ
10. バン・バン・バン / ムッシュかまやつ
11. Documentary 7
12. Starting Over - 雨上がり - スタンドバイミー - 明日に架かる橋 - 花鳥風月 - Sakura - 立つんだジョー / レミオロメン ＜ダイジェスト＞
13. あなたに - Don’t Worry be Happy - ラッキー8 - 愛する花 - face to face - 神様 - 矛盾の上に咲く花 - 小さな恋のうた / MONGOL800 ＜ダイジェスト＞
14. ロックンロール・スターダスト - 恋をしましょう - 元少年の歌 - 深夜高速 - 真冬の盆踊り / フラワーカンパニーズ ＜ダイジェスト＞
15. Documentary 8
16. ハミングライフ / GOING UNDER GROUND
17. 今宵の月のように / エレファントカシマシ
18. Documentary 9
19. to U / Bank Band with Salyu

### Disc 3
1. Documentary 10
2. 旅人 / スキマスイッチ
3. ラストヴァース / RHYMESTER
4. LA・LA・LA LOVE SONG / 久保田利伸
5. LOVE RAIN 〜恋の雨〜 / 久保田利伸
6. Documentary 11
7. 有心論 / Bank Band
8. ステップ! / Bank Band
9. 遠い叫び / Bank Band
10. 糸 / Bank Band
11. 煙突のある街 / Bank Band
12. 僕と彼女と週末に / Bank Band
13. ハートビート / Bank Band
14. 若者のすべて / Bank Band
15. Reborn / Bank Band
16. 歓喜の歌 / Bank Band
17. 奏逢 ～Bank Bandのテーマ～ / Bank Band
最後に出演者がステージに上がった場面は映らないように編集されている。
18. ENDING